# Istituto per la storia della Resistenza e della società contemporanea nel Biellese, nel Vercellese e in Valsesia
L'Istituto per la storia della Resistenza e della società contemporanea nel Biellese, nel Vercellese e in Valsesia (Istorbive) è un'associazione culturale che si occupa di raccogliere, ordinare e conservare documenti e materiali di ogni genere relativi alla storia contemporanea e in particolare al movimento antifascista e alla guerra di liberazione nel Biellese, nel Vercellese e in Valsesia, favorendone la consultazione. L'Istorbive inoltre promuove la ricerca storica sul territorio, organizza conferenze, convegni e corsi di aggiornamento, pubblica volumi e, dal 1981, la rivista “l'impegno”.
Aderisce all'Istituto nazionale Ferruccio Parri. Rete degli istituti per la storia della Resistenza e dell'età contemporanea e, facendo parte della Rete degli istituti associati, è riconosciuto come agenzia di formazione accreditata dal Ministero dell'Istruzione.
È inoltre attivo un protocollo d'intesa tra l'Ufficio scolastico regionale per il Piemonte e il Coordinamento degli Istituti storici della Resistenza piemontesi, di cui l'Istituto fa parte, per la formazione del personale docente nell'ambito della didattica della storia e per l'insegnamento di Cittadinanza e Costituzione.

## Storia
L'Istituto per la storia della Resistenza in provincia di Vercelli nacque nel 1974, su impulso di consiglieri provinciali ed ex partigiani, nel clima originatosi dalle celebrazioni per il trentesimo anniversario della Resistenza, dopo mesi di discussione in ambito politico e resistenziale. Vi confluì la Delegazione valsesiana dell'Istituto storico della Resistenza in provincia di Novara, che era stato avviato due anni prima dall'ex commissario politico delle formazioni garibaldine valsesiane Vincenzo "Cino" Moscatelli.
Cino Moscatelli costituì, con il proprio archivio e biblioteca, il primo fondamentale nucleo del nuovo Istituto, che per questo motivo fu deciso avesse sede a Borgosesia. 
Il 7 ottobre i soci fondatori, riuniti in una sala dell'Amministrazione provinciale, diedero vita all'Istituto, approvandone lo statuto e nominando gli organismi dirigenti, in particolare: Cino Moscatelli, che fu nominato presidente, Giuseppe Ferraris e Antonino Villa, che assunsero il ruolo di vicepresidenti.
Il 20 ottobre il Consiglio generale dell'Istituto nazionale per la storia del movimento di liberazione in Italia, accettò la domanda di associazione dell'Istituto alla rete degli istituti storici della Resistenza, in base alla legge 16 gennaio 1967, n. 3.
Il 30 ottobre il Consiglio regionale del Piemonte approvò una legge di finanziamento degli istituti storici della Resistenza piemontesi, sostituita nel 1980 dalla legge del 22 aprile n. 28, tuttora vigente.
Nel 1976 il Comune di Borgosesia destinò una sede in via Sesone all'Istituto, che vi si trasferì svolgendo la propria attività grazie al contributo fondamentale di un insegnante comandato dal Ministero della Pubblica Istruzione, tramite l'Istituto nazionale. 
Pur tra numerose difficoltà dovute alla mancanza di personale fisso, in parte sopperita dalla presenza essenziale, ma non sufficiente, di collaborazioni volontarie, l'Istituto nei primi anni di vita si dedicò prevalentemente alla sistemazione dell'archivio e della biblioteca, senza trascurare però l'organizzazione di corsi di aggiornamento per insegnanti, di mostre fotografiche e di conferenze, nonché l'avvio dell'attività editoriale, in gran parte inizialmente dedicata alla memorialistica partigiana.
Nel 1981 iniziarono le pubblicazioni della rivista "l'impegno", periodico trimestrale a partire dal 1982, quadrimestrale dal 1987 e semestrale dal 2002.
Il 16 gennaio 1982 l'Istituto fu intitolato a Cino Moscatelli, scomparso il 31 ottobre del 1981, dopo lunga malattia.
Negli anni ottanta, con l'assunzione di personale e il consolidamento di un gruppo stabile di collaboratori, l'Istituto promosse progetti di ricerca di ampio respiro, incrementò la produzione editoriale e realizzò importanti iniziative quali convegni, mostre documentarie, laboratori didattici.
Nell'aprile del 1988, dal momento che l'Istituto, in coerenza con quanto stabilito dalla statuto, aveva negli anni ampliato il proprio ambito di ricerca e di attività, non limitandosi alla storia della Resistenza, ma approfondendo altri temi legati alla società contemporanea, l'assemblea dei soci decise di integrarne la denominazione, che da quel momento fu cambiata in Istituto per la storia della Resistenza e della società contemporanea. Il 24 febbraio 1996 venne modificata nuovamente la denominazione, che divenne Istituto per la storia della Resistenza e della società contemporanea nelle province di Biella e Vercelli, in conseguenza della costituzione della nuova provincia di Biella.
Nel mese di maggio del 2005 la sede fu trasferita a Varallo e fu aperta al pubblico il 3 ottobre.
Il 17 dicembre 2011 l'Istituto, in seguito alla modifica dello statuto approvata dall'assemblea straordinaria dei soci, ha assunto l'attuale denominazione di Istituto per la storia della Resistenza e della società contemporanea nel Biellese, nel Vercellese e in Valsesia.

## Sede
L'attuale sede si trova a Varallo, in via D'Adda 6, nei locali dell'antico Collegio D'Adda.

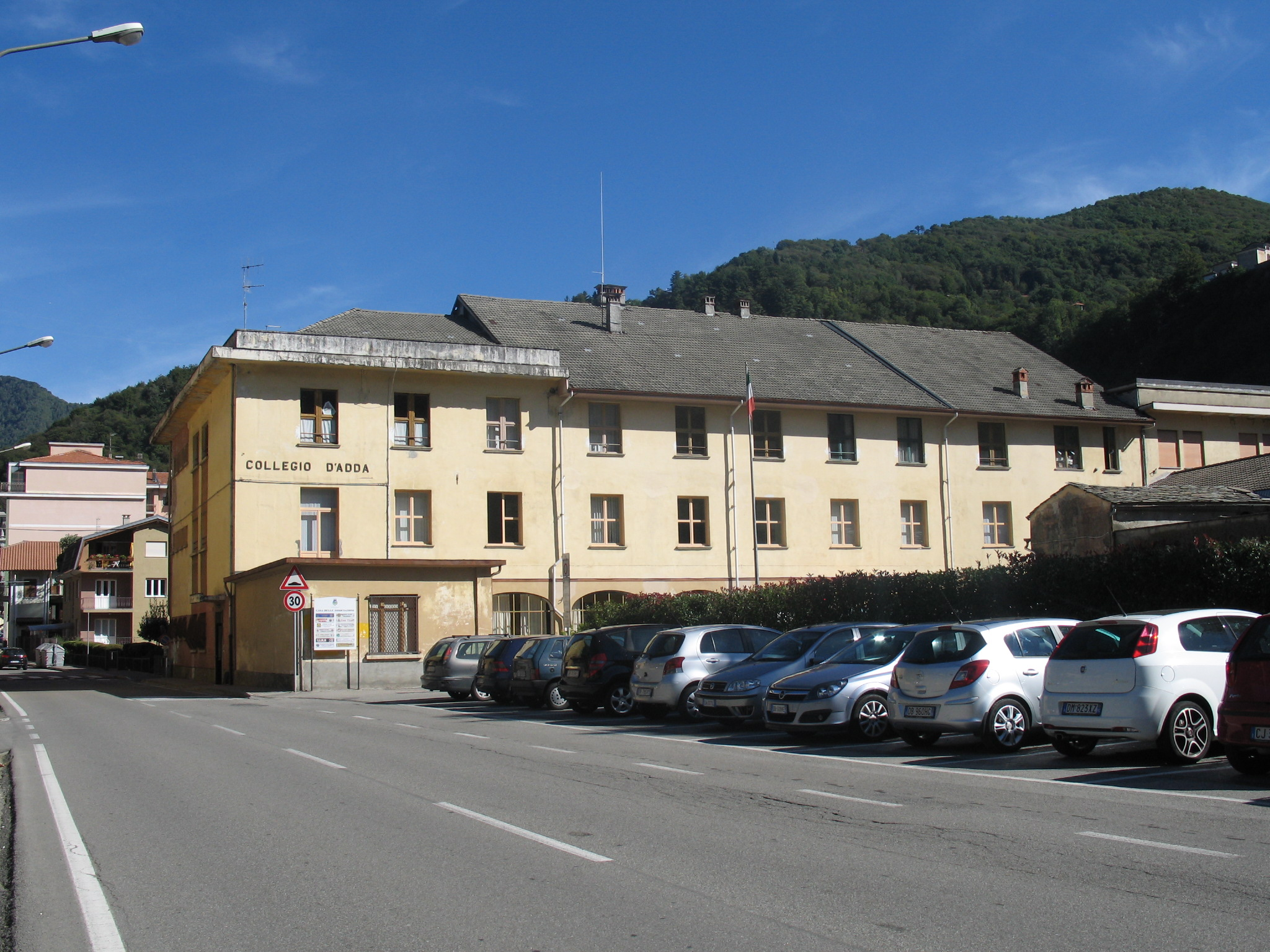
L'ex Collegio D'Adda a Varallo, ora sede dell'Istorbive

### Storia del Collegio D'Adda
Il Collegio D'Adda risale al 1573. Fu fondato nel periodo successivo al Concilio di Trento (1543-63) dal cav. Giacomo D'Adda come seminario, ma ben presto fu trasformato in collegio.
Dopo la fine delle guerre napoleoniche, nel 1815 venne riaperto per opera del cardinale Giuseppe Morozzo Della Rocca, vescovo di Novara, il quale riuscì a inscrivere l'Istituto tra i seminari diocesani. 
Nel 1850, dopo varie contese, i marchesi D'Adda tornarono a gestire il collegio e lo trasformarono in uno dei più floridi del tempo. Alla fine di un lungo periodo di sviluppo, nel 1876 l'ultimo patrono decise di cedere il Collegio al municipio di Varallo per evitarne la decadenza. Il Comune provvide al riordinamento della struttura e lo nominò Civico Collegio D'Adda. 
Nel 1901 l'amministrazione comunale ne affidò la gestione al dottor Damiano Avancini. Nel 1902 iniziarono i grandiosi lavori di rinnovamento edilizio. Durante la Grande Guerra alcuni locali del Collegio furono adibiti a ospedale militare.
Il Collegio rimase attivo fino al 1926; dopo due anni di inattività riaprì sotto la direzione del teologo Belletti e del canonico Raspino, i quali ridiedero vita alla scuola. Dal 1937 ne assunsero la gestione, insieme alle scuole, i Padri dottrinari; furono potenziate le attrezzature degli edifici e venne creata la biblioteca.
Negli anni della seconda guerra mondiale il Collegio D'Adda fu utilizzato come deposito clandestino di materiali destinati alle formazioni partigiane.
Il 7 marzo 1944 forze della GNR fecero un'irruzione alla ricerca di armi nascoste. Alcuni studenti infatti avevano aderito alla Resistenza e questo aveva destato il sospetto delle autorità della RSI.
I Padri dottrinari gestirono il Collegio fino agli inizi degli anni ottanta. Dopo avere ospitato alcune classi dell'Istituto professionale alberghiero "Pastore", l'edificio fu destinato a ospitare il Centro diurno disabili al pianterreno, varie associazioni al secondo piano e l'Istituto, dal 2005, nell'intero primo piano.

## Struttura

### Presidenti
- Cino Moscatelli (1974-1981)
- Elvo Tempia Valenta (1981-1992)

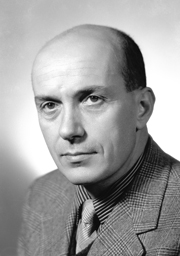
Cino Moscatelli

- Luciano Castaldi (1992-1999 e 2004-2010)
- Gianni Mentigazzi (1999-2004)
- Marcello Vaudano (2010-2016)
- Giorgio Gaietta (2010-in carica)

### Direttori
- Giuseppe Fusi (1975-1980, con la qualifica di segretario generale)
- Piero Ambrosio (1980-2009)
- Enrico Pagano (2009-in carica)[4]

## Servizi

### Archivio
L'archivio dell'Istituto mette a disposizione di ricercatori e studiosi fonti per la storia contemporanea del Vercellese, del Biellese e della Valsesia.

Il nucleo originario dell'archivio è costituito da fondi documentali originali delle formazioni partigiane biellesi e valsesiane, a cui si sono aggiunti nel corso degli anni altri materiali provenienti da personalità politiche e istituzioni locali, nonché da rappresentanti del mondo del lavoro e della società civile. Sono stati inoltre acquisiti in copia documenti conservati in altri archivi, pubblici o privati. Tra questi si segnala in particolare la documentazione proveniente dall'Archivio centrale dello Stato (Casellario politico centrale). 

Sono inoltre conservate e inventariate le produzioni didattiche promosse dall'Istituto e i materiali relativi all'intera attività dell'associazione dalla fondazione a oggi.

L'Istituto dispone inoltre di un archivio fotografico costituito da circa 80 fondi diversi, per un totale di 4.000 fotografie circa inventariate. In seguito alla stipula, nel settembre 2020, di una convenzione con la Città di Vercelli per la gestione dell'Archivio fotografico Luciano Giachetti - Fotocronisti Baita, l'archivio si è arricchito di materiali fotografici del periodo resistenziale (150 rullini, 3.000 immagini circa già digitalizzate) e relativi alla cronaca vercellese negli anni dal 1945 al 1993 (900 contenitori e supporti vari). In seguito a questa acquisizione, l'archivio fotografico dell'Istituto raggiunge una consistenza di circa 300.000 immagini.

Infine, l'archivio sonoro conserva registrazioni di interviste a protagonisti e collaboratori dell'antifascismo e della Resistenza nel Vercellese, nel Biellese e in Valsesia, nonché testimonianze relative alla vita politica, sociale, economica e culturale del territorio. 

È inoltre conservata testimonianza dell'attività dell'Istituto: sono stati registrati convegni, conferenze, seminari, corsi di aggiornamento e altre attività realizzate nel corso degli anni. Complessivamente, l'archivio sonoro consta di oltre 900 ore di materiali, originariamente su supporto analogico e ora integralmente digitalizzati. Sono inoltre da aggiungere altri materiali sonori acquisiti direttamente in formato digitale (audio e video interviste, audio e video conferenze, registrazione di iniziative didattiche e formative), ancora da inventariare nel dettaglio, ma stimabili complessivamente in oltre 300 ore.

### Biblioteca
Nata il 7 ottobre 1974, contestualmente alla fondazione dell'associazione, la biblioteca dell'Istituto, inizialmente costituita essenzialmente dalla biblioteca personale del suo primo presidente e socio fondatore Cino Moscatelli, già senatore della Repubblica italiana, si è nel tempo arricchita, sia attraverso acquisti propri che per mezzo di donazioni da parte di privati o enti pubblici.

Nel 2014 è stato depositato all'Istituto il fondo librario denominato Biblioteca Militare Italiana (BMI), di proprietà della Città di Varallo, in seguito a donazione del prof. Virgilio Ilari, costituito da oltre 25.000 titoli comprensivi di monografie, periodici, tesi di laurea relativi alla storia e alla scienza militare. A questo patrimonio si aggiunge inoltre la biblioteca militare digitale del prof. Ilari, che consta di oltre 124.000 opere di pubblico dominio in formato .doc, .pdf, .jpg.

Complessivamente, il patrimonio bibliografico gestito dall'Istituto ammonta a più di 50.000 opere.

### Editoria
L'attività editoriale dell'Istituto, inaugurata dalla ristampa anastatica della
raccolta del giornale partigiano "La Stella Alpina", ha prodotto, nel corso degli anni, la pubblicazione di oltre centoventi volumi su temi di storia contemporanea quali Grande Guerra, fascismo, antifascismo, guerra di Spagna, seconda guerra mondiale, Resistenza, deportazione, emigrazione, lavoro e movimento sindacale, storia militare, sociale e politica, in gran parte relativi alla realtà locale biellese, vercellese e valsesiana, ma senza tralasciare argomenti di carattere più generale sul ruolo dei mass media in contesto bellico, su canzoni e Resistenza, sulla Costituzione. 

Sono stati pubblicati, inoltre, cataloghi di mostre, opuscoli didattici prodotti nell'ambito di progetti e
laboratori svolti con le scuole del territorio, volumi fotografici, in particolare sugli anni dalla Resistenza alla
Liberazione, in collaborazione con l'Archivio Luciano Giachetti - Fotocronisti Baita di Vercelli, e sugli anni
settanta del Novecento.

L'Istituto ha anche collaborato alla realizzazione di volumi con l'Istituto nazionale Ferruccio Parri e con la rete degli istituti piemontesi.

#### Gli anni settanta

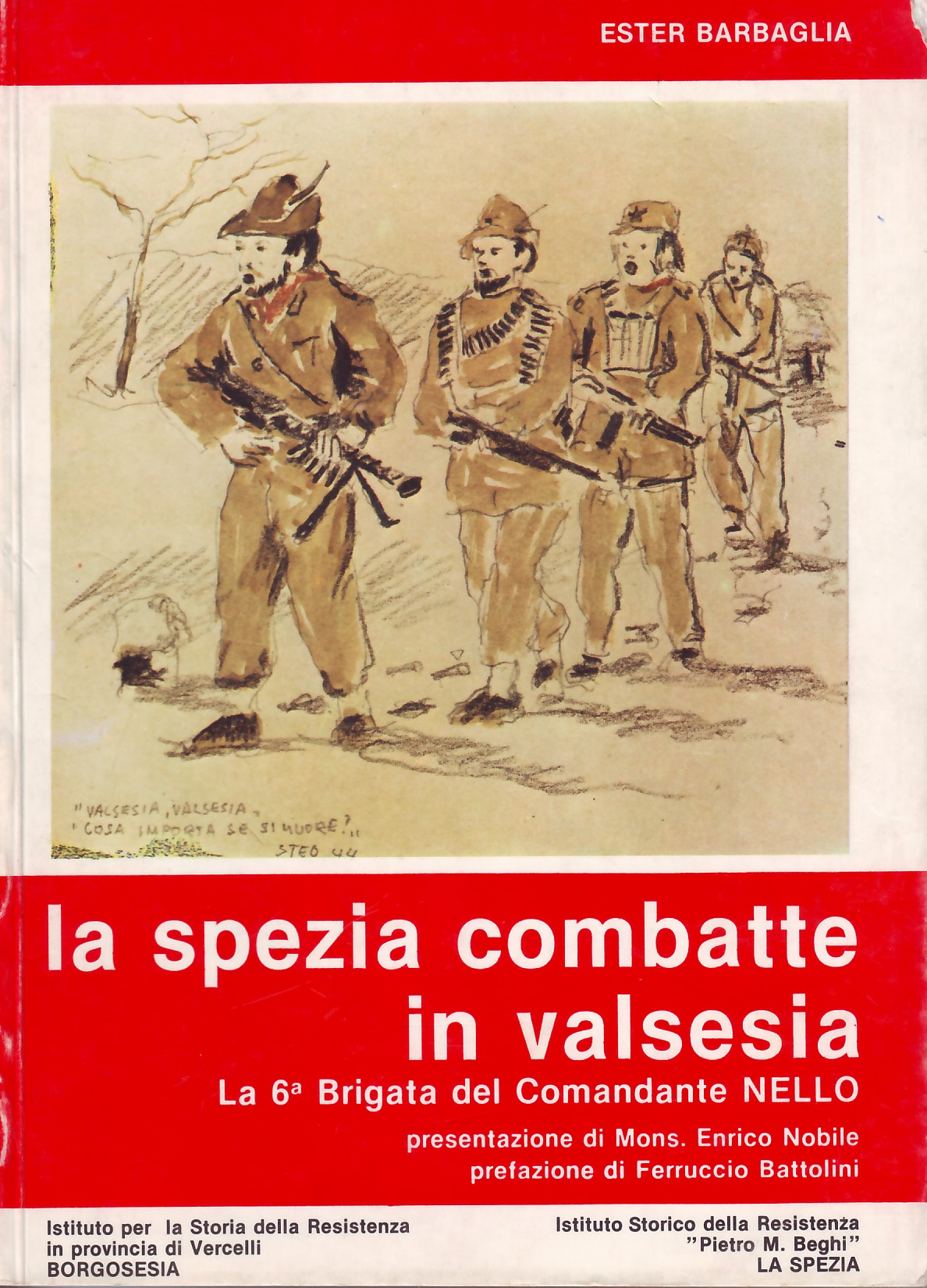
Copertina del volume di Ester Barbaglia "La Spezia combatte in Valsesia"

- La Stella Alpina. 1944-1946, 1974
- Quando bastava un bicchiere d'acqua, 1974
- Manuela Castano, Aspetti della Resistenza in Valsesia, Borgosesia, Corradini, 1974
- Pietro Calcagno, Verso l'esilio, 1976
- Cesarina Bracco, La staffetta garibaldina, 1976
- Marzio Torchio, “Il Piave mormorava…”. E poi?, 1978
- Gianni Daverio, Io, partigiano in Valsesia, 1979
- Ester Barbaglia, La Spezia combatte in Valsesia, 1979
- Piero Ambrosio, Rappresaglia kaputt, 1979
- Bruno Pozzato, Sui sentieri della 50ª “Garibaldi”, Biella, Libreria V. Giovannacci, 1979
- Dante Strona, Una stagione nel tempo, 1979
- Paolo Bologna, La battaglia di Megolo, 1978

#### Gli anni ottanta
- Piero Ambrosio, All'attenzione del duce.  I notiziari della g.n.r. della provincia di Vercelli, 1980
- Francesco Leone, Le brigate Garibaldi nel movimento partigiano in Italia, 1980
- Piero Ambrosio, La Resistenza biellese: storia, documenti, immagini, 1981

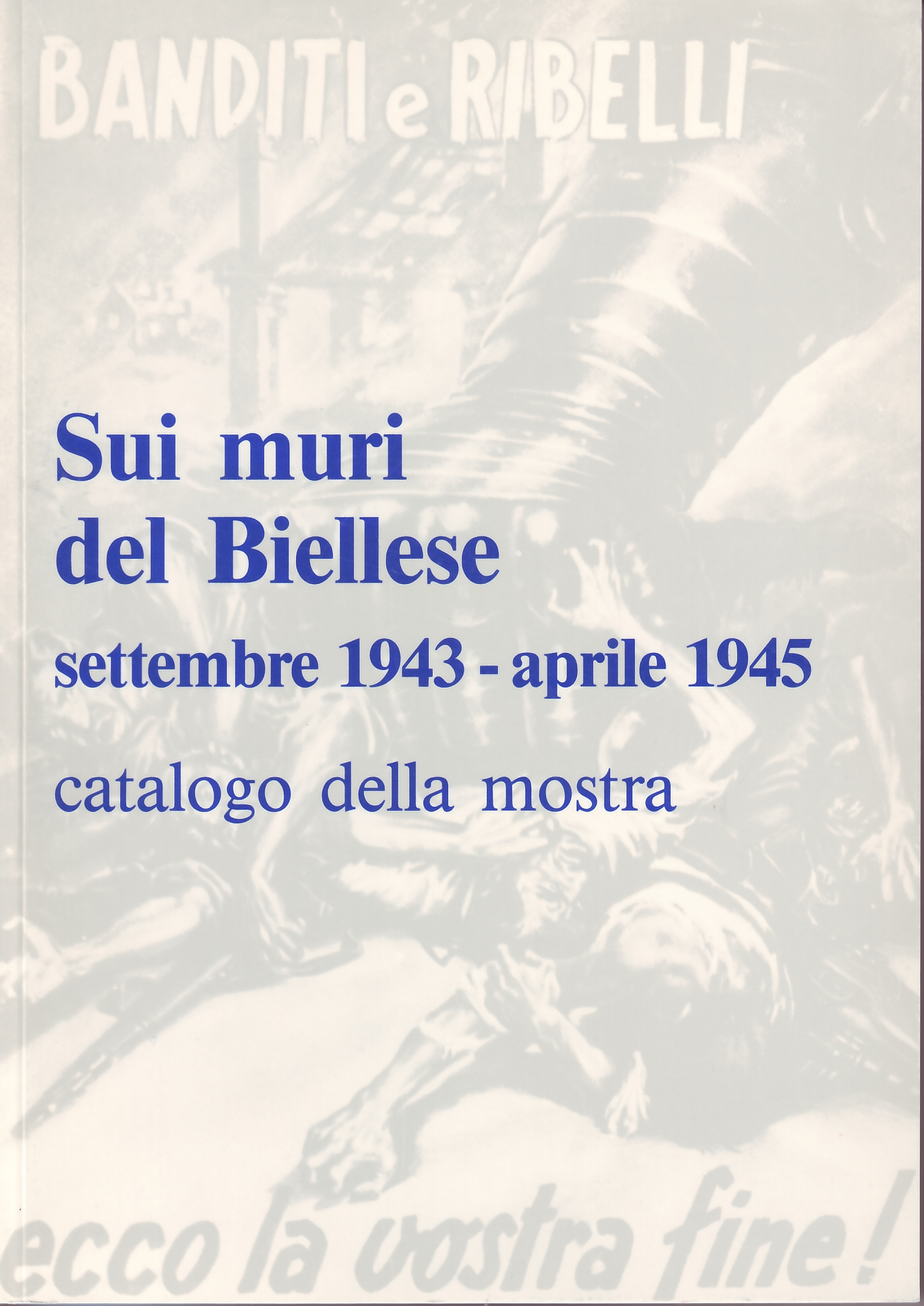
Copertina del volume "Sui muri del Biellese. Settembre 1943 - aprile 1945"

- Enzo Barbano, Lo scontro a fuoco di Varallo del 2 dicembre 1943, 1982
- Marilena Vittone, Analisi della struttura proprietaria dell'agricoltura vercellese, 1982
- Ricordo di Cino Moscatelli, 1982
- Gladys Motta, Le donne operaie biellesi nella lotta di liberazione, 1982
- Dante Strona, Per non gridare alle pietre. Poesie sulla Resistenza, 1982
- Antonino Pirruccio, Borgosesia 1914. Sciopero alla Manifattura Lane, 1983
- Franca Bonaccio, Mondo del lavoro e Resistenza nel Biellese e nel triangolo industriale, 1983
- Carlo Musso, Diplomazia partigiana, Milano, Franco Angeli, 1983
- Cesarina Bracco, La staffetta garibaldina, 19842
- Luigi Moranino, Le donne socialiste nel Biellese (1900-1918), 1984
- Alfredo Domenicone, Disegni di libertà. 1944-1945, 1985
- Piero Ambrosio, Gladys Motta (a cura di), Sui muri del Vercellese. Settembre 1943 - aprile 1945. Catalogo della mostra, 1985
- Piero Ambrosio, I “sovversivi” e gli antifascisti della provincia di Vercelli, 1986
- Piro Ambrosio, Gladys Motta (a cura di), Sui muri della Valsesia. Settembre 1943 - aprile 1945. Catalogo della mostra, 1986
- Paolo Ceola, La nuova destra e la guerra contemporanea, Milano, Franco Angeli, 1987
- Alberto Lovatto, in collaborazione con la Società valsesiana di cultura, L'emigrazione dei valsesiani nell'Ottocento, 1989
- Gladys Motta, in collaborazione con la Società valsesiana di cultura, “Ogni strumento è pane”. L'emigrazione dei valsesiani nell'Ottocento. Atti del Convegno, 1989
- Piero Ambrosio, Gladys Motta (a cura di), Sui muri del Biellese. Settembre 1943 - aprile 1945. Catalogo della mostra, 1989
- Alberto Lovatto, La deportazione nei lager nazisti. Nuove prospettive di ricerca. Atti del Convegno, Sordevolo, 26 settembre 1987, 1989

#### Gli anni novanta
- Teresio Gamaccio, L'industria laniera fra espansionismo e grande crisi. Imprenditori, sindacato fascista e operai nel Biellese (1926-1933), 1990
- Francesco Omodeo Zorini, La formazione del partigiano. Politica, cultura, educazione nelle brigate "Garibaldi", 1990
- Alessandro Orsi, Il nostro Sessantotto. 1968-1973. I movimenti giovanili studenteschi e operai in Valsesia e Valsessera, 1990
- Franca Galifante, Movimento cooperativo e fascismo nel Vercellese e in Valsesia (1920-1940), 1990
- Piero Ambrosio (a cura di), Da vigilare e perquisire.  I "sovversivi" e gli antifascisti della provincia di Vercelli schedati nel Casellario politico centrale (1896-1945), 1991
- Pier Giorgio Longo, Chiesa, cattolici ed emigrazione in Valsesia, 1992
- Alberto Lovatto, Dalle leggi razziali alla deportazione. Ebrei tra antisemitismo e solidarietà, atti della giornata di studi, Torrazzo, 5 maggio 1989, 1992
- Patrizia Dongilli (a cura di), Aspetti della storia della provincia di Vercelli tra le due guerre mondiali, 1993
- Peppino Ortoleva, Chiara Ottaviano (a cura di), Guerra e mass media. Strumenti e modi della comunicazione in contesto bellico, 1994
- Alessandro Orsi, Un paese in guerra. La comunità di Crevacuore tra fascismo, Resistenza, dopoguerra, 1994
- Luigi Moranino, Il primo inverno dei partigiani biellesi, 1994
- Alberto Lovatto, L'ordito e la trama. Frammenti di memorie su lotte e lavoro dei tessili in Valsessera negli ultimi cinquant'anni, 1995
- Cesare Bermani, Pagine di guerriglia. L'esperienza dei garibaldini della Valsesia, vol. II, 1995
- Alberto Lovatto (a cura di), “Quando io avevo la tua età c'era la guerra”. Ricordando fascismo, guerra e Resistenza a Breia e Cellio, 1995
- Piero Ambrosio (a cura di), Nel novero dei sovversivi. Vercellesi, biellesi e valsesiani schedati nel Casellario politico centrale (1896-1945), 1996
- Piero Ambrosio (a cura di), “In Spagna per la libertà”. Vercellesi, biellesi e valsesiani nelle brigate internazionali (1936-1939), 1996
- Francesco Omodeo Zorini, Una scrittura morale. Antologia di giornali della Resistenza, 1996
- Cesare Bermani, Pagine di guerriglia. L'esperienza dei garibaldini della Valsesia, vol. III, 1996
- Alberto Lovatto, Deportazione memoria comunità. Vercellesi, biellesi e valsesiani deportati nei Lager nazisti, Franco Angeli, 1998
- Alberto Lovatto, “E sulla terra faremo libertà”. Piccola storia in musica dell'immaginario partigiano tra Resistenza, dopoguerra, anni sessanta ed oltre, 1999

#### 2000-2010
- Alberto Lovatto, Va in scena la memoria. La radio, la storia, l'ascolto, 2000
- Cesare Bermani, Pagine di guerriglia. L'esperienza dei garibaldini della Valsesia, vol. I, tomi I e II, e vol. IV, 2000
- Alberto Lovatto (a cura di), Partigiani a colori nelle diapositive di Carlo Buratti, 2000
- Alberto Lovatto (a cura di), Canzoni e Resistenza. Atti del convegno nazionale di studi. Biella, 16-17 ottobre 1998, 2001

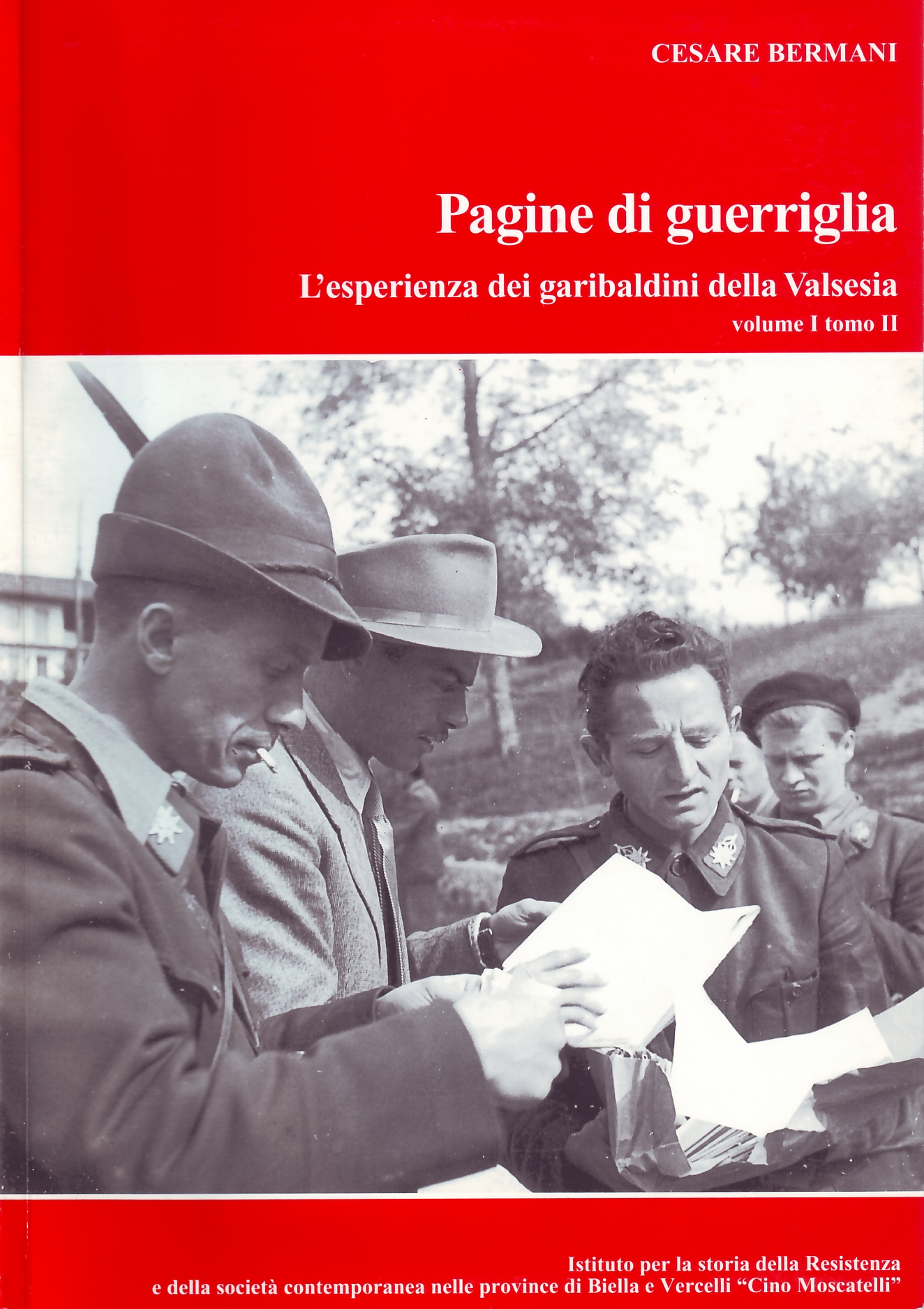
Copertina di "Pagine di guerriglia", vol. I, tomo II, di Cesare Bermani

- Alessandro Orsi, Un paese in guerra. La comunità di Crevacuore tra fascismo, Resistenza, dopoguerra, 20012
- Piero Ambrosio, “Un ideale in cui sperar”. Cinque storie di antifascisti biellesi e vercellesi, 2002
- Paolo Ceola, Il labirinto. Saggi sulla guerra contemporanea, Napoli, Liguori, 2002
- Simona Tarchetti, Oltre il confine. La comunità italiana di Annecy tra il XIX e il XX secolo, 2004
- Fabrizio Dolci (a cura di), I figli del lavoro. L'associazionismo nel Vercellese, Biellese e Valsesia 1870-1945. Gli “opuscoli minori” della Biblioteca nazionale centrale di Firenze, 2004
- Piero Ambrosio, Laura Manione, Negli occhi la libertà. Partigiani e popolazione nelle immagini di “Lucien”, con l'Archivio fotografico Luciano Giachetti - Fotocronisti Baita, 2005
- Piefrancesco Manca, Resistenza e società civile nel Biellese, 2005
- Paolo Ceola, Armi e democrazia. Per una teoria riformista della guerra, 2006
- Angela Regis, Storia e memoria di una comunità in guerra. Boccioleto nella seconda guerra mondiale, 2006
- Laura Manione, Piero Ambrosio (a cura di), 1946: l'anno della Repubblica. Immagini dei Fotocronisti Baita, con l'Archivio fotografico Luciano Giachetti - Fotocronisti Baita, 2006
- Laura Manione, Piero Ambrosio (a cura di), 1947: l'anno della Costituente. Immagini dei Fotocronisti Baita, con l'Archivio fotografico Luciano Giachetti - Fotocronisti Baita, 2007
- Piero Ambrosio (a cura di), “Oggi ricomincia la vita”. Il ritorno dalla Germania degli ex internati militari vercellesi, biellesi e valsesiani, con l'Archivio fotografico Luciano Giachetti - Fotocronisti Baita, 2007
- Enzo Barbano, Lo scontro a fuoco di Varallo del 2 dicembre 1943, 2008
- Alessandro Orsi, Il nostro Sessantotto. 1968-1973. I movimenti studenteschi e operai in Valsesia e Valsessera, 2008
- Laura Manione, Piero Ambrosio (a cura di), 1948: l'anno della Costituzione. Immagini dei Fotocronisti Baita, con l'Archivio fotografico Luciano Giachetti - Fotocronisti Baita, 2008
- Enrico Pagano (a cura di), “Tra i costruttori dello stato democratico”. Vercellesi, biellesi e valsesiani all'Assemblea costituente. Atti dei convegni, 2010
- Enrico Miletto, Arrivare da lontano. L'esodo istriano, fiumano e dalmata nel Biellese, nel Vercellese e in Valsesia, 2010
- Piero Ambrosio (a cura di), “Il filo spinato ti lacera anche la mente”. Disegni del pittore Renzo Roncarolo internato nei lager tedeschi durante la seconda guerra mondiale, 2010

#### 2011-2021
- Marcello Vaudano (progetto coordinato da), Biella verso l'Unità d'Italia. 1815-1856. Un'esperienza di ricerca didattica, 2011 ISBN 978-88-905952-1-9
- Alessandro Orsi, Ribelli in montagna. Itinerari lungo valli e cime di Valsesia, Valsessera e Valstrona, attraverso la memoria delle lapidi, sulle tracce dei “ribelli” di montagna: dolciniani, partigiani garibaldini, patrioti, operai, sessantottini, 2011 ISBN 978-88-905952-0-2
- Giorgio Perrone (disegni), Luca Perrone (testi), Storia della Resistenza in Valsesia a fumetti, 2012 ISBN 978-88-905952-8-8
- Enrico Pagano, Marcello Vaudano (a cura di), Tenere alta la fronte. Diario e disegni di prigionia di un Ufficiale degli Alpini. 1943-1945, 2012 ISBN 978-88-905952-7-1
- Marcello Vaudano (a cura di), Dalla parte di chi resiste. Gli scritti di Gustavo Buratti per “l'impegno” (1983-2009), 2012 ISBN 978-88-905952-5-7
- Marisa Gardoni, Disperso a Cefalonia. Storia di Giovanni Gardoni che non tornò dalla guerra, 2012 ISBN 978-88-905952-3-3
- Monica Schettino, Una storia non ancora finita. Memorie di Anna Marengo, 2014 ISBN 978-88-905952-9-5
- Piero Ambrosio (a cura di), Primavera di libertà. Immagini della liberazione di Vercelli. Aprile-maggio 1945, vol. 1, 2014
- Pietro Ramella, Il secolo breve spagnolo. Cronologia ragionata 1898-1975, 2014 ISBN 978-88-940015-0-1
- Piero Ambrosio (a cura di), Il comunista e la regina. Leggende, miti, errori e falsità. Scritti su Cino Moscatelli, 2014 ISBN 978-88-940015-1-8
- Enrico Miletto, Mundarìs. Donne e lavoro in risaia nel Novecento vercellese, 2015 ISBN 978-88-940015-2-5
- Piero Ambrosio (a cura di), Primavera di libertà. Immagini della liberazione di Vercelli. Aprile-maggio 1945, vol. 2, 2015 ISBN 978-88-940015-5-6
- Alessandro Orsi, Enrico Pagano, Là sul Baranca. Il comandante Pietro Rastelli e la brigata "Strisciante Musati", 2015 ISBN 978-88-940015-3-2
- Ada Della Torre, Valentina Sonzini (a cura di), La resistenza del quotidiano. Scritti pedagogici e racconti, 2015 ISBN 978-88-940015-4-9
- Alessandro Orsi, Affonda la verde gioventù. Schegge di storia valsesiana negli anni che precedono, accompagnano e seguono la Grande Guerra, 2015 ISBN 978-88-940015-6-3
- Patrizia Agazzone, Barbara Calaba, Enrico Pagano, La scuola media? È unica!, 2017
- Barbara Calaba - Enrico Pagano, È in gioco la storia. Progetto didattico “La mia e la nostra storia. La scuola della memoria. Progetto di scrittura autobiografica e di raccolta di storie di vita”. Classi seconde A, B, C della scuola secondaria di primo grado “Tanzio da Varallo”, 2017
- Tiziano Bozio Madè, Sui fronti orientali. Dal genio alla fanteria, dagli altipiani alla Macedonia. Il diario di guerra di Gino Fava D'Alberto. 1915-1918, 2017 ISBN 978-88-940015-7-0
- Alessandro Orsi, Daniele Conserva, C'è una chiesetta… Note di storia e musica tra Sesia e Sessera nel cuore del Novecento, 2017 ISBN 978-88-940015-8-7
- Paolo Ceola, Sempre giovane. L'articolo 11 della Costituzione italiana di fronte ai nuovi scenari di guerra e di crisi internazionali, 2017 ISBN 978-88-940015-9-4

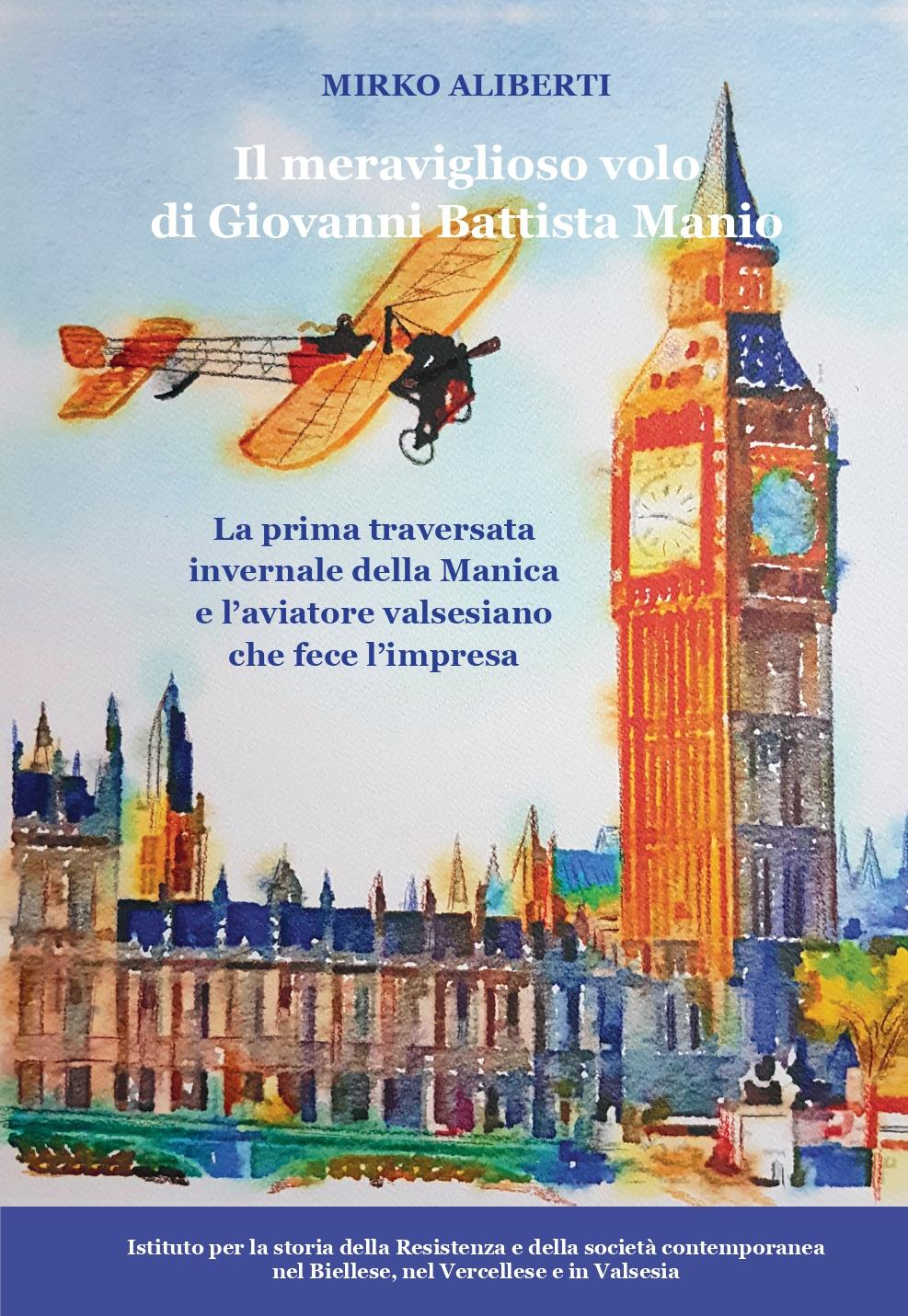
Copertina del volume di Mirko Aliberti "Il meraviglioso volo di Giovanni Battista Manio. La prima traversata invernale della Manica e l'aviatore valsesiano che fece l'impresa"

- Mirko Aliberti, Il meraviglioso volo di Giovanni Battista Manio. La prima traversata invernale della Manica e l'aviatore valsesiano che fece l'impresa, 2017 ISBN 978-88-943151-0-3
- Giuliana Airoldi, Valsesia. Oltre la soglia, 2017 ISBN 978-88-943151-2-7
- Edoardo Ghelma, Pianezza, il mondo del grande Cesare, 2018 ISBN 978-88-943151-1-0
- Enrico Pagano, Era di martedì. 20 giugno 1944. Gattinara bombardata, 2018 ISBN 978-88-943151-4-1
- Arturo Carlo Quintavalle (a cura di), Attilio Forgioli. Alagna. 14 luglio 1944, 2018
- Barbara Calaba, Io abito il mio paese. La scuola della memoria. Progetto di scrittura autobiografica e di raccolta di storie di vita sul tema della cura del bene comune. Classi quinte A, B, C della scuola primaria di Serravalle Sesia, 2018
- Barbara Calaba, Parole in viaggio. La scuola della memoria. Progetto di scrittura autobiografica e di raccolta di storie di vita. Classi terze, quarte e quinte dell'Istituto comprensivo di Pray, 2019
- Carlo Ganni, Cara libertà. La Resistenza del partigiano “Gagno”, 2019
- Giuliana Airoldi, Coggiola nel cuore. Frecce di memoria degli anni settanta, 2019 ISBN 978-88-943151-3-4
- Enzo Maio (mostra di), Chiara Gatti (testo critico di), Enrico Pagano (testo storico di), Una carezza alla morte (9 agosto 1944), 2019
- Silvia Delzoppo, Cittadini di domani. Itinerari di cittadinanza per le scuole primaria e secondaria di primo grado, 2019 ISBN 978-88-943151-5-8
- Alessandro Orsi, Lorenza Stocchi, Un sacerdote di montagna. Storia di don Edmondo Paolo Gianoli, prete valsesiano, dall'alta valle alla Grande Guerra, da cappellano militare a penitenziere a Cellio, 2019 ISBN 978-88-943151-6-5
- Giuliana Airoldi, Frammenti di Valsesia, 2020 ISBN 978-88-943151-7-2
- Enrico Pagano, Bruno Ferrarotti, L'amico del popolo 1945-1950. Da Primo Levi alla Libreria del Popolo. Il ruolo di Silvio Ortona nella politica culturale della Federazione comunista di Vercelli, Effedì edizioni, 2020 ISBN 978-88-85950-57-3
- Lorenzina Opezzo, Quando si cantava “Giovinezza”. Stampa locale, organizzazione e azione politica del fascismo a Vercelli. 1922-1943, 2020 ISBN 978-88-943151-8-9
- Giuliana Airoldi, Federica Francoli, La giovinezza nello sguardo. La Valsesia con gli occhi di una ragazza, 2021 ISBN 978-88-943151-9-6
- Bruno Ferrarotti, 1921-1922. Il biennio nero a Trino e dintorni, 2021 ISBN 978-88-946228-0-5
- Mario Arena, Una testimonianza sulla Resistenza crescentinese durante la lotta di liberazione, 2021 ISBN 978-88-946228-1-2
- Tommaso Vialardi di Sandigliano, Da Sarajevo alla cyberwar. Appunti per una storia contemporanea, 2021, ISBN 978-88-946228-2-9
- Giuseppe Tallia, Quando tutto sarà passato. Di ribellione, di libertà e d'amore. I fieul d'ant la Valmòss. 1940-1945, 2021 ISBN 978-88-946228-3-6
- Costantino Burla, Finalmente liberi. Episodi di vita valsesiana, 9 settembre 1943 - 25 aprile 1945, 2021 (ristampa) ISBN 978-88-946228-5-0
- Barbara Calaba, Io abito il mio paese. La scuola della memoria. Progetto di scrittura autobiografica e di raccolta di storie di vita sul tema della cura del bene comune. Classe II A della scuola secondaria di primo grado “Benedetto Croce” di Pralungo, 2021
- Ivan Campagnolo, Nello Olivieri. Vita e morte misteriosa di un eroe della Resistenza, 2021, ISBN 978-88-946228-4-3[8]

#### La rivista "l'impegno"
L'Istituto pubblica inoltre la rivista "l'impegno". Nata nel 1981 come mezzo di divulgazione di contributi sulla lotta di liberazione locale, negli anni, cambiando periodicità e formato, si è fatta specchio dell'ampliamento degli interessi e dell'attività di ricerca dell'Istituto all'intera realtà contemporanea locale. Ospita saggi di storici e studiosi nazionali e internazionali, ricercatori del territorio, protagonisti e testimoni della storia locale, senza trascurare anche argomenti di carattere nazionale di particolare interesse o connessi a fenomeni oggetto di ricerca in ambito provinciale. I numeri della rivista sono disponibili in formato .pdf nella sezione del sito dell'Istituto dedicata alla rivista.

### Mostre e iniziative
L'istituto è attivo nella produzione di mostre; ne ha realizzate oltre trenta, molte delle quali ancora disponibili per il noleggio.

Inoltre crea prodotti multimediali quali audiovisivi e cd. Oltre a ciò l'istituto promuove regolarmente iniziative in occasione delle giornate commemorative, propone percorsi di approfondimento e progetti di divulgazione storica.

### Didattica e formazione
L'attività didattica dell'Istituto si concentra tanto sull'approfondimento disciplinare per studenti, quanto sulla formazione e l'aggiornamento per docenti delle scuole di ogni ordine e grado, rivolgendosi specificatamente ai territori delle province di Biella e Vercelli.
Attraverso il progetto didattico "Memoria, memorie", l'Istituto rivolge agli istituti scolastici una serie di proposte di attività didattiche, con particolare riferimento alle ricorrenze del calendario civile e all'insegnamento di Cittadinanza e Costituzione.